# Homoplasia

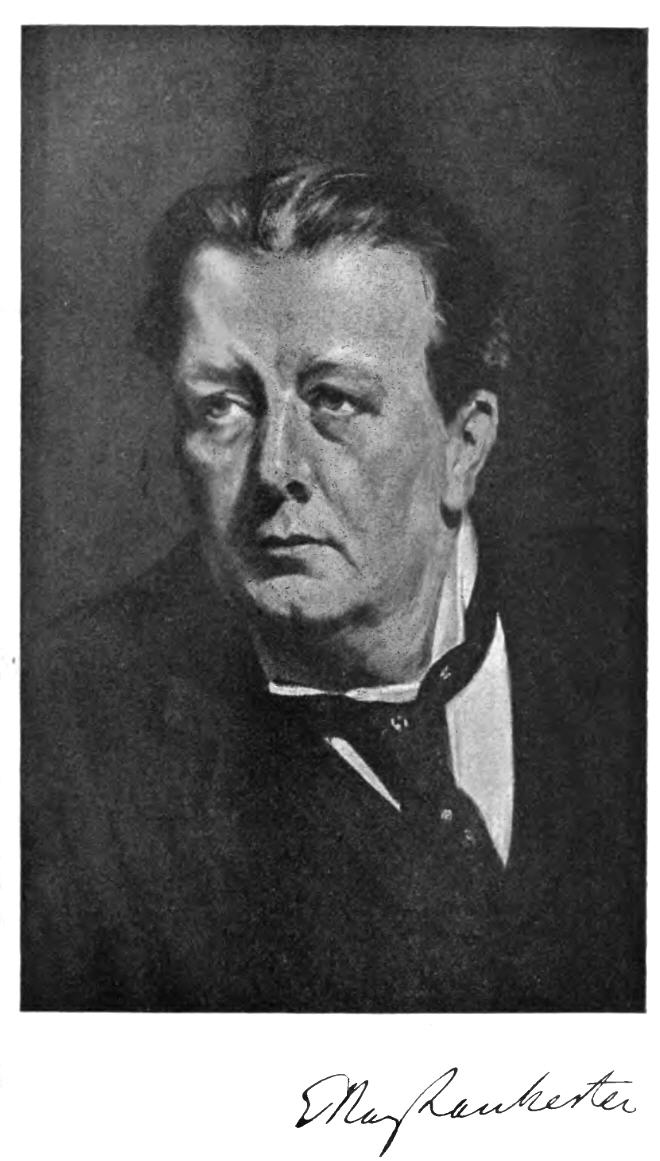
Ray Lankester

La homoplasia es el cambio evolutivo paralelo que hace que dos organismos presenten un mismo carácter adquirido independientemente. Bajo este término se reúnen los conceptos de paralelismo y de convergencia. El adjetivo que deriva de homoplasia es homoplástico, aunque es frecuente la forma homoplásico. 

## Origen del término
El término "homoplasia" fue acuñado por Ray Lankester, quien acuñó el término "homogenia" el cual, referido exclusivamente al vínculo genealógico, trataba de sustituir al concepto de homología, demasiado cargado, en su opinión, de tintes "platónicos". El término "homogenia" se oponía, así, al de "homoplasia" o convergencia evolutiva (Schmitt 2006).

## Definición

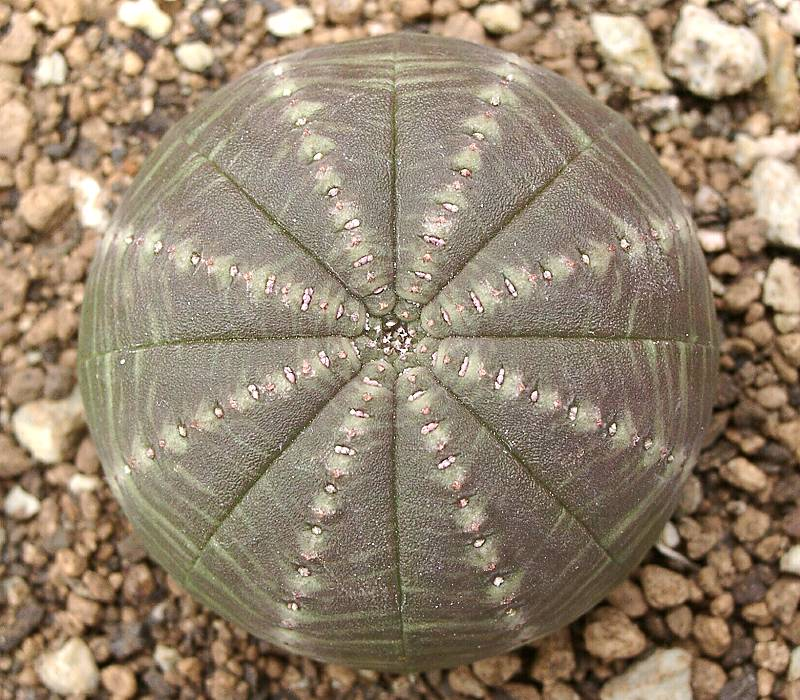
Euphorbia obesa
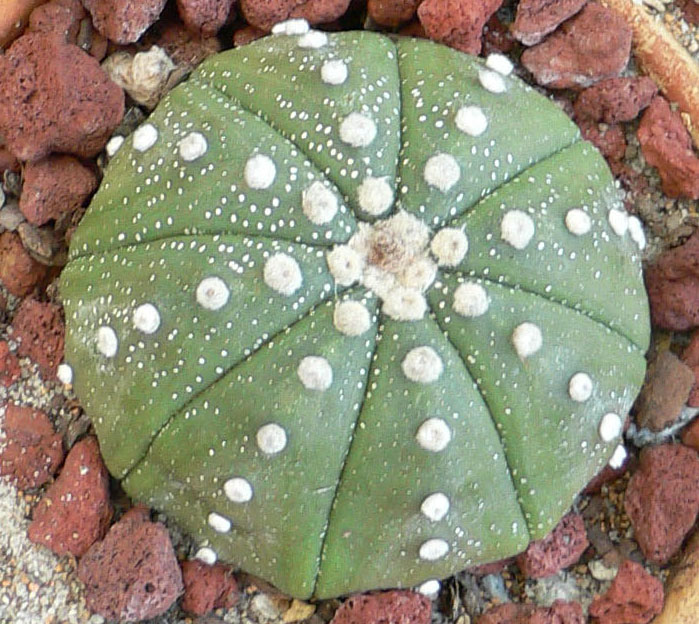
Astrophytum asterias

Para que pueda hablarse de homoplasia la equivalencia debe afectar a estructuras homólogas, o que pueden considerarse homólogas hasta que se demuestra la homoplasia y se comprueba que no lo son realmente. 
En el análisis filogenético (el conjunto de métodos y técnicas aplicados a averiguar el parentesco entre las especies) la homoplasia conduce a interpretaciones erróneas, haciendo a los organismos homoplásticos parecer más cercanos evolutivamente de lo que realmente son.

## Homoplasia molecular
En biología molecular, el término homoplasia se utiliza para hablar sobre marcadores moleculares. Una gran cantidad de marcadores moleculares se basa en la reacción en cadena de la polimerasa o PCR (por sus siglas en inglés), la cual amplifica (crea numerosas copias) de fragmentos de ADN de longitudes cortas. Algunos ejemplos de marcadores moleculares basados en PCR son: RAPD, AFLP, SSR, SNP, entre otros. Los marcadores moleculares basados en PCR utilizan también la electroforésis en Gel de PoliAcrilamida o PAGE (por sus siglas en inglés) para separar los fragmentos producidos durante la PCR de acuerdo a su longitud en pares de bases. Bajo estas condiciones se llama alelos homoplásicos u homoplásticos a fragmentos que tienen el mismo tamaño pero no la misma secuencia de bases. Los marcadores moleculares que utilizan la PAGE bajo condiciones denaturantes (es decir, que no permiten la formación de una estructura secundaria en los fragmentos de ADN, o lo que es lo mismo, los fragmentos se hallan en una configuración lineal) parten de la hipótesis de que fragmentos de igual tamaño tienen la misma secuencia. Es por esto que los alelos homoplásicos llevan a error en el sentido que pueden hacer pensar que dos fragmentos son iguales cuando en realidad solo tienen en común la longitud en pares de bases. Los marcadores moleculares constituyen la herramienta filogenética más recientemente desarrollada.